# Лерменс
Лерменс (нід. Leermens) — село в нідерландській провінції Гронінген. Входить до складу муніципалітету Емсделта. Його населення станом на 2021 рік складало 175 осіб.